# Лигноцеллюлоза
Лигноцеллюлоза – это растительное сухое вещество (биомасса), также называемое лигноцеллюлозная биомасса. Это самое доступное сырье на Земле для производства биотоплива, в основном этанола. Она состоит из углеводных полимеров (целлюлоза, гемицеллюлоза) и ароматического полимера (лигнин). Эти углеводные полимеры содержат различные моносахариды (с шестью и пятью атомами углерода) и тесно связаны с лигнином. Лигноцеллюлозная биомасса разделяется на первичную биомассу, переработанную биомассу и энергетические культуры. В чистую биомассу входят все природные наземные растения, такие как деревья, кустарники и трава. Переработанная биомасса является малоценным побочным продуктом различных отраслей промышленности, таких как сельское хозяйство (кукуруза, багасса от сахарного тростника, солома и т. д.) и лесное хозяйство (отходы лесопильных и бумажных заводов). Энергетические культуры — это культуры с высокой выработкой лигноцеллюлозной биомассы, получаемой в качестве сырья для производства биотоплива второго поколения; примерами могут служить просо (просо прутьевидное) и слоновая трава.

## Специальные энергетические культуры
Многие культуры представляют интерес своей способностью обеспечивать высокие урожаи биомассы и могут собираться несколько раз в год. К ним относятся тополь и мискантус. Главной энергетической культурой является сахарный тростник, который является источником легко ферментируемой сахарозы и лигноцеллюлозного побочного продукта багассы

## Применение

### Целлюлозно-бумажная промышленность
Лигноцеллюлозная биомасса является сырьем для целлюлозно-бумажной промышленности. Эта энергоемкая отрасль сосредоточена на разделении лигниновой и целлюлозной фракций биомассы.

### Биотопливо
Лигноцеллюлозная биомасса в виде древесного топлива имеет долгую историю в качестве источника энергии. С середины 20-го века интерес к биомассе как к предшественнику жидкого топлива возрос. В частности, ферментация лигноцеллюлозной биомассы в этанол выгодно для получения топлива, которое дополняет ископаемое топливо. Биомасса может быть  углеродно-нейтральным источником энергии в долгосрочной перспективе. Однако в зависимости от источника биомассы она не будет углеродно-нейтральной в краткосрочной перспективе. Например, если биомасса получена из деревьев, то период времени, в течение которого дерево вырастет вновь (порядка десятилетий), приведет к чистому увеличению содержания углекислого газа в атмосфере Земли при сжигании лигноцеллюлозного этанола. Однако если используется древесный материал из однолетних растительных остатков, то топливо можно считать углеродно-нейтральным. Помимо этанола, потенциальный интерес представляют многие другие виды топлива, полученные из лигноцеллюлозы, включая бутанол, диметилфуран и гамма-Валеролактон. 
Одним из препятствий для производства этанола из биомассы является то, что сахара, необходимые для ферментации, задерживаются внутри лигноцеллюлозы. Лигноцеллюлоза эволюционировала, чтобы противостоять деградации и придавать гидролитическую стабильность и структурную устойчивость клеточным стенкам растений. Эта устойчивость или «неподатливость» объясняется крепким сцеплением между полисахаридами (целлюлозой и гемицеллюлозой) и лигнином посредством сложноэфирных и эфирных связей.  Сложноэфирные связи возникают между окисленными сахарами, уроновыми кислотами, фенолами и фенилпропанолами лигнина. Чтобы извлечь ферментируемые сахара, нужно сначала отделить целлюлозу от лигнина, а затем использовать кислотные или ферментативные методы для гидролиза вновь освобожденных целлюлоз, чтобы расщепить их на простые моносахариды. Еще одной проблемой брожения биомассы является высокий процент пентоз в гемицеллюлозе, такой как ксилоза или древесный сахар. В отличие от гексоз, таких как глюкоза, пентозы трудно ферментировать. Проблемы, связанные с фракциями лигнина и гемицеллюлозы, являются фокусами многих современных исследований.
Большой сектор исследований по использованию лигноцеллюлозной биомассы в качестве сырья для биоэтанола сосредоточен, в частности, на грибе Trichoderma reesei, известном своими целлюлолитическими способностями. В настоящее время изучаются различные направления, включая разработку оптимизированного коктейля целлюлаз и гемицеллюлаз, выделенных из T. reesei, а также усовершенствование штамма на основе генной инженерии, позволяющее грибу просто размножаться в лигноцеллюлозной биомассе и расщеплять вещество на мономеры D-глюкозы Улучшение методов привело к появлению штаммов, способных продуцировать значительно больше целлюлаз, чем исходный изолят QM6a; известно, что некоторые промышленные штаммы продуцируют до 100 г целлюлазы на литр гриба, что позволяет максимально извлекать сахара из лигноцеллюлозной биомассы. Эти сахара затем можно ферментировать и создавать биоэтанол.

### Биокомпозиты
Лигноцеллюлозные биомассы также привлекают внимание к производству биокомпозитных материалов, таких как древесностружечные панели, древесно-пластиковые композиты и цементно-геополимерные древесные композиты. Несмотря на то, что производство биокомпозитных материалов в основном опирается на древесные ресурсы, в менее покрытых лесом странах или в странах, где древесные ресурсы уже используются чрезмерно, можно использовать альтернативные источники биомассы, такие как инвазивные растения, сельскохозяйственные и лесопильные отходы, для создания новых "зеленых" композитов.
Биокомпозиты, производимые с использованием лигноцеллюлозных биомасс в качестве альтернативы традиционным материалам, привлекают внимание тем, что являются возобновляемыми и более дешевыми, а также тем, что они идеально вписываются в политику "каскадного использования" ресурсов.